# Wang Fuzhou
Dans ce nom chinois, le nom de famille, Wang, précède le nom personnel.
Wang Fuzhou (chinois simplifié : 王富洲, pinyin : Wáng Fùzhōu), né en 1935 dans le xian de Xihua dans le Henan et mort le 18 juillet 2015 à Pékin,, est un alpiniste chinois.

## Biographie
Il est, en 1958, diplômé de l'Institut de géologie de Pékin où il étudie la prospection géologique pétrolière. La même année, il se joint à l'équipe d'alpinisme de Chine.
En 1959, il obtient le titre de meilleur alpiniste.
Il dirige avec Qū Yínhuá (屈银华) et Gòng Bù (贡布) une équipe qui aurait été (aucune preuve matérielle n'a jamais pu etre apportée,,) la première à gravir l'Everest par la face nord, le 25 mai 1960. L'expédition est connue par l'acte de leur coéquipier Liu Lianman qui aurait servi d'« échelle humaine » pour permettre à ses compagnons d'atteindre le sommet.
Le 2 mai 1964, il participe à une équipe de dix personnes dirigée par Xǔ Jìng (许竞) qui sera la première à réaliser l'ascension du Shishapangma. C'est également la première fois au monde qu'une équipe de 10 personnes escalade une montagne au-dessus de 8 000 mètres.

## Réalisations
- 1958 : Pic Lénine
- 1959 : Mustagh Ata
- 1960 : Everest (première ascension via la face nord)
- 1964 : Shishapangma (première ascension)